# روبل

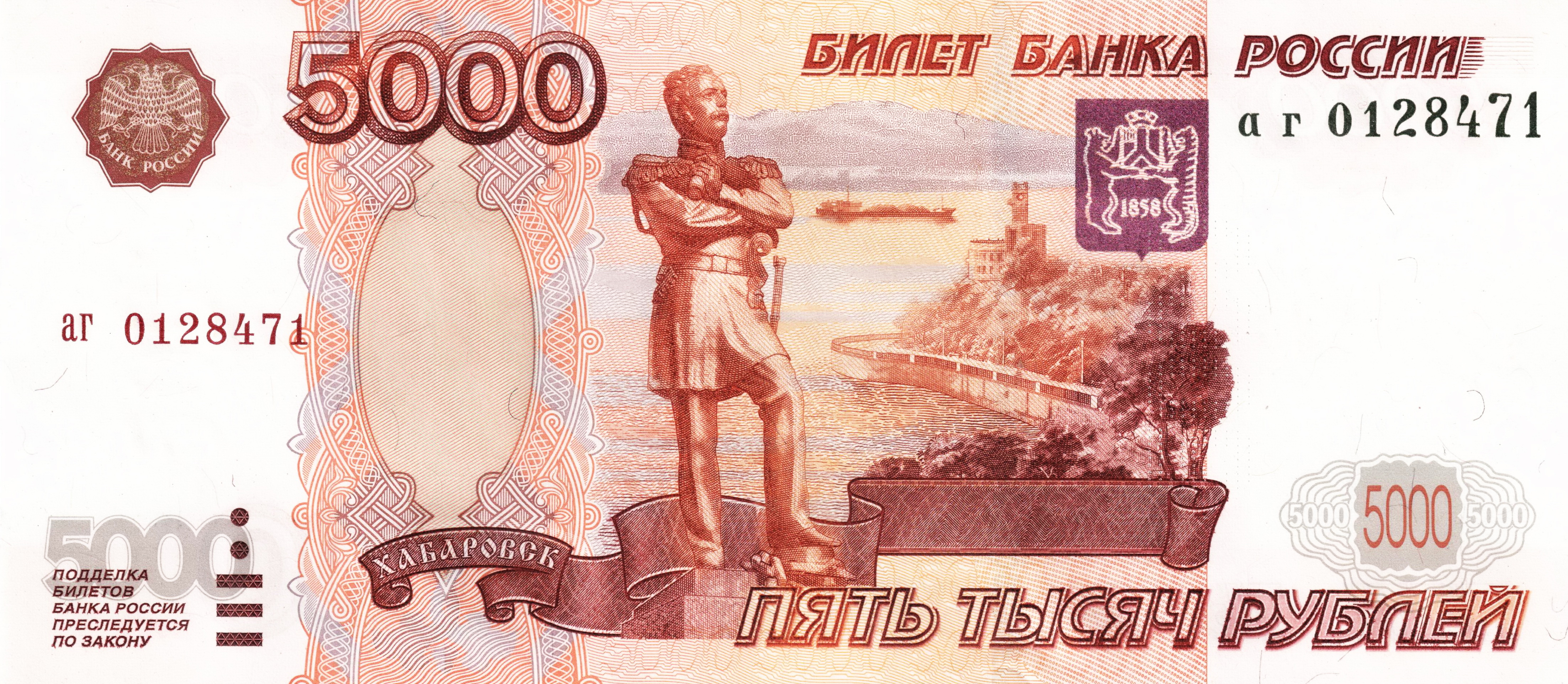
اسکناس ۵۰۰۰ روبلی فدراسیون روسیه در سال ۱۹۹۷ میلادی

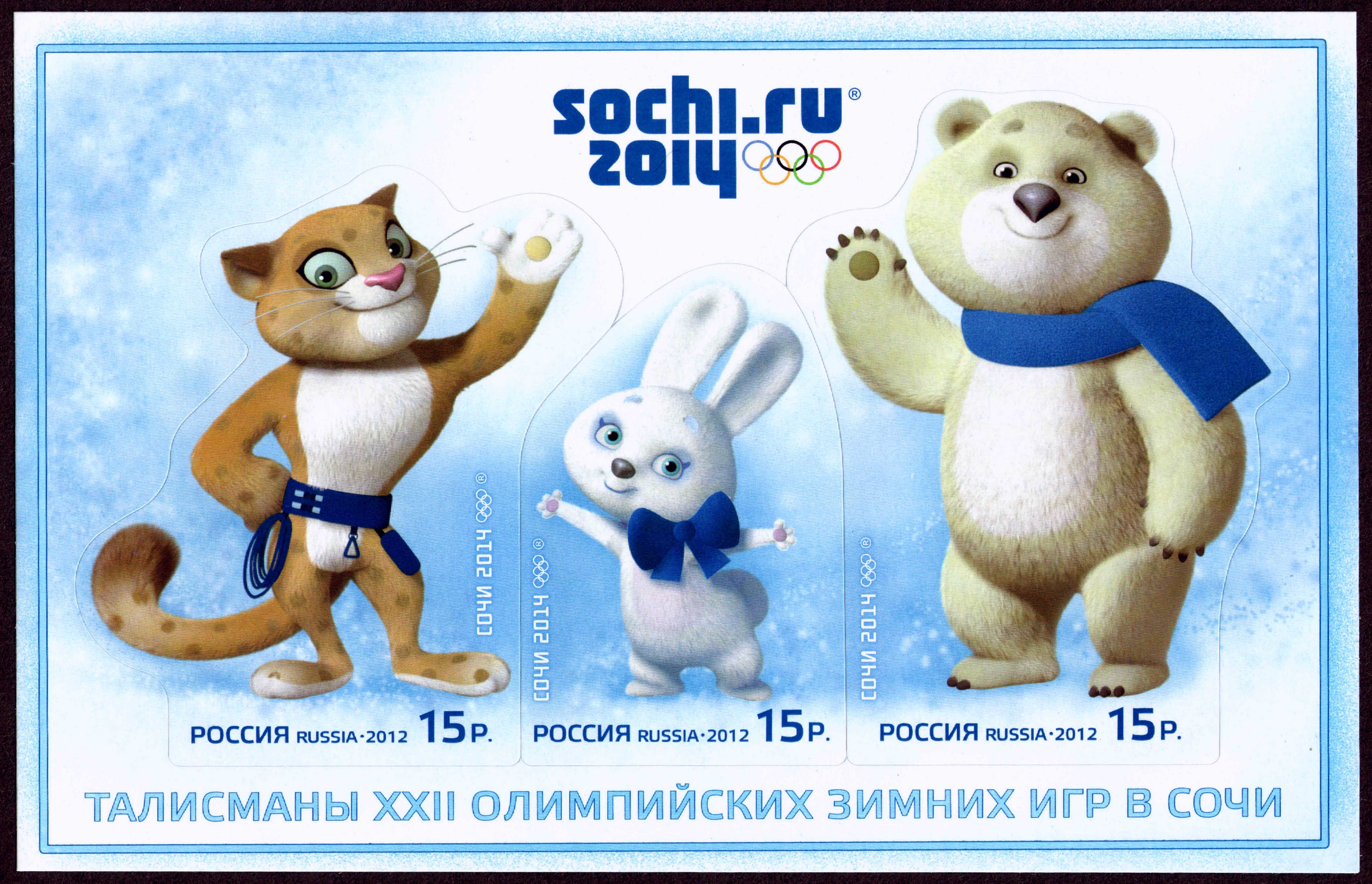
کارت یادبود جانوران شگونه (خوش‌یُمن) در بازی‌های المپیک زمستانی ۲۰۱۴ که هر کدام به قیمت ۱۵ روبل (15 P) بود

روبْل (به روسی: рубль)، نام یکای پول فدراسیون روسیه است. هر روبل شامل یکصد کوپِک می‌شود. روبل یکای پول اتحاد جماهیر شوروی سوسیالیستی نیز بود.
در حال حاضر ۶ اسکناس و ۱۰ سکه در روسیه رایج است. تصویر پشت سکه‌های کوپک، نماد مسکو است و «سنت ژورژ مقدس» یا «جرجیس فاتح» نام دارد که جرجیس سوار بر اسب در حال کشتن یک اژدهاست.
تصویر پشت سکه‌های روبل نماد روسیه و یک عقاب دو سر است.
تصاویر رو و پشت هر اسکناس به جاذبه‌های یک شهر (واحد فدرال یا جمهوری خودمختار) اختصاص دارد. به عنوان مثال ۵۰ روبلی به سنت پترزبورگ و ۱۰۰ روبلی به مسکو اختصاص داده شده. در حال حاضر تقریباً هر ۷۰ (۲۰۱۹) روبل معادل یک دلار آمریکاست.